# Esgrima als Jocs Olímpics d'estiu de 1904
Als Jocs Olímpics de 1904, cinc proves d'esgrima foren disputades, totes masculines.
A la tercera edició dels Jocs, el programa d'esgrima va incloure una prova de floret per equips per primer cop, i l'única prova de singlestick en totes les edicions olímpiques. Les proves per professionals foren eliminades. La competició es disputà entre el 7 de setembre de 1904 i el 8 de setembre  de 1904.

## Resum de medalles
| Prova                     | Or                                                             | Argent                                                  | Bronze                |
| Floret detalls            | Ramón Fonst                                                    | Albertson Van Zo Post                                   | Charles Tatham        |
| Floret per equips detalls | Equip Mixt · Ramón Fonst · Albertson Van Zo Post · Manuel Díaz | Estats Units Charles Tatham Charles Townsend Arthur Fox | cap                   |
| Espasa detalls            | Ramón Fonst                                                    | Charles Tatham                                          | Albertson Van Zo Post |
| Sabre detalls             | Manuel Díaz                                                    | William Grebe                                           | Albertson Van Zo Post |
| Singlestick detalls       | Albertson Van Zo Post                                          | William O'Connor                                        | William Grebe         |

1. 1 2 3 4 5  La base de dades del COI llista a Albertson Van Zo Post com a cubà, tot i que era estatunidenc.
2. 1 2 3   La base de dades del COI llista a Charles Tatham com a cubà a les proves individuals i estatunidenc a les d'equips.
3. ↑   La base de dades del COI llista aquest equip com a mixt, amb atletes de Cuba i els Estats Units, tot i que a les proves individuals els llista com a cubans.

## Nacions participants
Un total d'11 tiradors de 3 països participaren en els Jocs:
- Cuba (2) (*)
- Alemanya (1)
- Estats Units (8)

(*) Nota: Només Díaz i Fonst són comptats com a cubans, mentre que Van Zo Post i Tatham són comptats com estatunidencs.

## Medaller
| Posició | País         | Or | Argent | Bronze | Total |
| 1       | Cuba         | 4  | 2      | 3      | 9     |
| 2       | Estats Units | 0  | 3      | 1      | 4     |
| —       | Equip Mixt   | 1  | 0      | 0      | 1     |

Nota: Les medalles de Van Zo Post i Thatham són comptades per a Cuba, tot i ser estatunidencs. Amb aquesta consideració les medalles serien Cuba (3 / 0 / 0) i Estats Units (1 / 5 / 4).